# Lizzie Caswall Smith
Elizabeth «Lizzie» Caswall Smith (Dalston, Hackney, 10 de noviembre de 1870 - Ealing, Middlesex, 10 de noviembre de 1958) fue una fotógrafa británica que durante las primeras décadas del siglo XX se especializó en retratos de estudio de celebridades y de miembros de la clase alta. Muchos de sus trabajos eran utilizados como tarjetas postales. Estuvo vinculada al movimiento sufragista en el Reino Unido y fotografió a varias suffragettes incluyendo a Flora Drummond, Millicent Fawcett y Christabel Pankhurst. También fotografió a actores como Camille Clifford, Billie Burke y Maude Fealy y a intelectuales como George Bernard Shaw y Rabindranath Tagore.
Trabajó en el Gainsborough Studio en 309 Oxford Street desde 1907 a 1920 cuando se trasladó a 90 Great Russell Street donde permaneció hasta su retiro en 1930, a los 60 años. Exhibió su obra en la Royal Photographic Society en 1902 y 1913 y copias de sus platinotipias en sepia de Peter Llewelyn Davies y J. M. Barrie, entre otros, están en la colección de la National Portrait Gallery de Londres.
El 19 de noviembre de 2008 una rara fotografía en blanco y negro de Florence Nightingale, tomada en 1910 por Lizzie Caswall Smith y conservada por sus descendientes, fue subastada por la casa Dreweatts en Newbury (Berkshire, Inglaterra) por £ 5,500. El lote incluyó el negativo de otra imagen muy parecida y un manuscrito de Nightingale cediendo los derechos de la que sería la última fotografía que se le tomó en vida. Al reverso, Caswall Smith escribió:

Florence Nightingale fotografiada poco antes de su muerte, casa cerca de Park Lane (Londres). La única fotografía que tomé fuera de mi estudio - Nunca olvidaré la experiencia.
Florence Nightingale taken just before she died, House nr Park Lane (London). The only photograph I ever took out of studio – I shall never forget the experience.

Falleció de cáncer el día de su 88 aniversario.